# James P. Hogan
James Patrick Hogan (Londen, 27 juni 1941 - 12 juli 2010) was een Brits sciencefictionschrijver.
James P. Hogan wijdde zich vanaf 1979 uitsluitend aan het schrijverschap. In 1977 emigreerde hij naar de Verenigde Staten. Vanaf 1977 schreef hij sciencefictionromans.

## Biografie
Hogan was de zoon van een Ierse vader en een Duitse moeder. Hij groeide op in Portobello Road. Met zestien jaar verliet hij de middelbare school en had daarna allerlei losse baantjes, totdat hij een beurs kreeg voor een studie van vijf jaar in de elektronica en mechanica aan de Royal Aircraft Establishment (RAE) die destijds op Farnborough Airfield was gevestigd. Hogan trouwde voor het eerst toen hij twintig was, waarna hij nog drie keer hertrouwde. Hij kreeg in totaal zes kinderen.
Hogan werkte eerst voor verschillende bedrijven als ontwerpingenieur. In de jaren 1960 was hij als technisch vertegenwoordiger in dienst van Honeywell en reisde door heel Europa. Vervolgens trad hij in dienst bij de Digital Equipment Corporation (DEC). Hij verhuisde in 1977 naar Boston om daar een verkooptrainingsprogramma te leiden. In datzelfde jaar publiceerde hij zijn eerste roman, Inherit The Stars.
In 1979 gaf hij zijn werk bij DEC op om zich volledig aan het schrijverschap te wijden. Hij verhuisde naar Orlando waar hij zijn derde vrouw Jackie ontmoette. Samen met haar ging hij in Sonora wonen.

## Werk
Hogans werk neigde naar technisch georiënteerde sciencefiction (harde SF, naar hard science) en werd dikwijls vergeleken met dat van Arthur C. Clarke. Zijn visie op de wetenschap maakt hij in de meeste van zijn romans duidelijk: theorieën moeten geformuleerd worden op basis van empirische bevindingen. Dit is vooral merkbaar in zijn bekendste werk, de "Giants"-trilogie. Het werk begint met de ontdekking van een 50.000 jaar oud menselijk lichaam op de maan. Na veel onderzoek en de ontdekking van nieuwe feiten worden theorieën ontwikkeld en uitgewerkt over hoe de mens 50.000 jaar eerder de maan had kunnen bereiken.
De laatste jaren van zijn leven bracht hij meer pseudo-wetenschappelijke aspecten aan in zijn werk. Zo vond hij bijvoorbeeld dat het catastrofisme zoals dat door Immanuel Velikovsky werd voorgesteld serieus genomen moest worden. Ook stond hij achter het idee van intelligent design. Hij sympathiseerde bovendien met de aidsontkenners, probeerde de basisbewijzen voor de evolutie te ondermijnen en toonde zich sceptisch over klimaatverandering en het gat in de ozonlaag. Over de holocaust schreef Hogan dat de werken van de Holocaustontkenners Arthur Butz en Mark Weber volgens hem meer overtuigend en wetenschappelijk waren dan de geschiedenis zoals die geschreven werd door de overwinnaars. Hogan was echter geen antisemiet.